# Tamilla Nasirova
Tamilla Nasirova (azerbajdžansko Tamilla Nəsirova), azerbajdžanska matematičarka, * 20. oktober 1936, Nəvahı, Azerbajdžan, † 12. april 2023, Baku, Azerbajdžan.
Tamilla Nasirova je bila azerbajdžanska matematičarka, ki se je specializirala za teorijo verjetnosti in je znana po svojih odkritjih, ki se nanašajo na semi-Markovski proces. Od 1980 do 2018 je bila profesorica na Državni univerzi v Bakuju, od 1996 do 2000 pa na Tehnični univerzi Karadeniz. Nasirova je bila prva ženska, ki je doktorirala iz matematike v Azerbajdžanu, in prva Azerbajdžanka, ki je postala profesorica matematike.

## Biografija
Tamilla Nasirova se je rodila v Nəvahıju v Azerbajdžanu 20. oktobra 1936. Obiskovala je šolo št. 176 v Bakuju in leta 1953 maturirala. Vpisala se je na Azerbajdžansko državno univerzo (danes Državna univerza v Bakuju), kjer je diplomirala leta 1958. Po študiju na Ukrajinski akademiji znanosti in Državni univerzi v Moskvi je leta 1964 pridobila doktorat filozofije na Taškentski univerzi za informacijske tehnologije. Leta 1980 je Nasirova dobila mesto izredne profesorice matematike na Državni univerzi v Bakuju in tako postala prva ženska na takem položaju v Azerbajdžanu. Leta 1995 je postala redna profesorica. Od 1996 do 2000 je poučevala tudi na Tehnični univerzi Karadeniz v Turčiji. Nasirova je do leta 2018 nadaljevala s poučevanjem na Državni univerzi v Bakuju, kjer je poučevala teorijo verjetnosti in matematično statistiko.
Nasirova je delala na področju teorije verjetnosti in je znana po svojem delu, ki je vključevalo semi-Markovske procese. S svojimi raziskavami je dokazala ergodični izrek semi-Markovskih procesov ter prispevala k več povezanim raziskavam, ki so vplivale na njihovo raziskovanje. Nasirova je bila večji del svojega življenja raziskovalka na Inštitutu za nadzorne sisteme na Azerbajdžanski nacionalni akademiji znanosti, od leta 1958 do 1980 in kasneje je tam nadaljevala z delom od leta 1994. V svoji karieri je objavila skupno 96 znanstvenih del in usposobila deset doktorskih študentov. Prejela je tri častne listine Azerbajdžana: dve je prejela od Državne univerze v Bakuju leta 2007 in 2016, ter eno od Nacionalne akademije znanosti leta 2016. Leta 2009 je prejela tudi priznanje Zaslužna učiteljica republike. Nasirova je umrla 12. aprila 2023 v starosti 86 let.